# (1706) Dieckvoss
(1706) Dieckvoss ist ein Asteroid des Hauptgürtels, der am 5. Oktober 1931 vom deutschen Astronomen Karl Wilhelm Reinmuth entdeckt wurde, der am Observatorium auf dem Königstuhl bei Heidelberg tätig war.
Benannt ist der Asteroid nach dem deutschen Astronomen Wilhelm Dieckvoß.